# DM i landevejscykling 2000
Danmarksmesterskaberne i landevejscykling 2000 blev afholdt 23. og 25. juni 2000 i Vejle i Jylland (eliteherrer).
| Event           | Guld                    | Sølv                 | Bronze                      |
| --------------- | ----------------------- | -------------------- | --------------------------- |
| Herrer - Elite  |                         |                      |                             |
| Enkeltstart     | Michael Sandstød        | Michael Blaudzun     | Bekim Christensen           |
| Linjeløb        | Bo Hamburger            | Nicolaj Bo Larsen    | Rolf Sørensen               |
| Herrer - U23    |                         |                      |                             |
| Enkeltstart     | Thue Houlberg Hansen    | Thomas Bruun Eriksen | Henrik Grundsøe             |
| Linjeløb        | Jimmy Hansen            | Michael Larsen       | Thomas Bruun Eriksen        |
| Herrer - Junior |                         |                      |                             |
| Enkeltstart     | Mads Christensen        | Ashleigh Nielsen     | Martin Mortensen            |
| Linjeløb        | Jesper Damgaard         | Mikkel Kristensen    | Niclas Slot                 |
| Damer - Elite   |                         |                      |                             |
| Enkeltstart     | Lisbeth Simper          | Sanne Schmidt        | Pernille Langelund Jakobsen |
| Linjeløb        | Mette Fischer Andreasen | Line Lykke-Meyer     | Sanne Schmidt               |
| Damer - Junior  |                         |                      |                             |
| Enkeltstart     | Mette Fischer Andreasen | Ane Sefland-Dyhr     | Karina Sørensen             |